# Episodi di Benvenuti in famiglia (prima stagione)
La prima stagione della serie televisiva Benvenuti in famiglia, composta da 13 episodi, è stata trasmessa sulla rete catalana TV3 dal 22 gennaio al 16 aprile 2018.
In Italia, la stagione è stata interamente distribuita su Netflix il 27 luglio 2018.
| n° | Titolo originale | Titolo italiano | Prima TV Spagna  | Pubblicazione Italia |
| -- | ---------------- | --------------- | ---------------- | -------------------- |
| 1  | L'Eduardo        | Eduardo         | 22 gennaio 2018  | 27 luglio 2018       |
| 2  | El congelador    | Il congelatore  | 29 gennaio 2018  | 27 luglio 2018       |
| 3  | La bateria       | La batteria     | 5 febbraio 2018  | 27 luglio 2018       |
| 4  | El quadre        | Il quadro       | 12 febbraio 2018 | 27 luglio 2018       |
| 5  | La Lola          | Lola            | 19 febbraio 2018 | 27 luglio 2018       |
| 6  | L'Adela          | Adela           | 26 febbraio 2018 | 27 luglio 2018       |
| 7  | L'àvia           | La nonna        | 5 marzo 2018     | 27 luglio 2018       |
| 8  | El Leo           | Leo             | 12 marzo 2018    | 27 luglio 2018       |
| 9  | El Miquel        | Miguel          | 19 marzo 2018    | 27 luglio 2018       |
| 10 | L'accident       | L'incidente     | 26 marzo 2018    | 27 luglio 2018       |
| 11 | El simulacre     | La simulazione  | 2 aprile 2018    | 27 luglio 2018       |
| 12 | El funeral       | Il funerale     | 9 aprile 2018    | 27 luglio 2018       |
| 13 | La família       | La famiglia     | 16 aprile 2018   | 27 luglio 2018       |